# آن ناغل
آن ناغل (بالإنجليزية: Anne Nagel) هي ممثلة أمريكية، ولدت في 29 سبتمبر 1915 في الولايات المتحدة، وتوفيت في 6 يوليو 1966 بلوس أنجلوس في الولايات المتحدة بسبب سرطان.

## أعمال

### أفلام
- (1940) صلب ساخن

## وصلات خارجية
- آن ناغل على موقع IMDb (الإنجليزية)
- آن ناغل على موقع تيرنر كلاسيك موفيز (الإنجليزية)
- آن ناغل على موقع أول موفي (الإنجليزية)
- آن ناغل على موقع إن إن دي بي (الإنجليزية)
- آن ناغل على موقع قاعدة بيانات الفيلم (الإنجليزية)
- آن ناغل على موقع كينوبويسك (الروسية)